# Équipe du Mali de rugby à XV
L'équipe du Mali de rugby à XV rassemble les meilleurs joueurs de rugby à XV du Mali et dispute annuellement la deuxième division de la Coupe d'Afrique (anciennement CAR Trophy).

## Histoire
Le rugby a été lancé à Bamako dans les années 1960 à l’initiative des coopérants français qui ont créé une équipe (les Hippos XV) pour pratiquer ce sport. Selon les années, les joueurs étaient plus ou moins nombreux et l’équipe fonctionnait de façon informelle. Aucune véritable compétition n’était possible au niveau national, mais quelques matches étaient organisés avec des équipes dans les pays voisins. Au fil des années, des Maliens se sont intéressés à ce sport et ont rejoint cette équipe qui est devenue très panachée mélangeant coopérants (souvent de plusieurs nationalités) et Maliens amoureux de ce sport. Ce sont ces Maliens, joueurs ou anciens joueurs de l’équipe des Hippos XV, passionnés de rugby, qui sont aujourd’hui les principaux acteurs du développement du rugby au Mali.
C’est au début des années 2000 que le rugby malien prend un nouvel essor avec l’augmentation du nombre de joueurs, la mise en place de nouvelles équipes et la création de la Fédération Malienne de Rugby (FMR) qui devient membre affilié de la Confédération Africaine de Rugby (CAR) et membre associé de l’International Rugby Board (IRB).
Aujourd’hui, Bamako compte 4 clubs  dont L’Entente Rugby Bamako dont la finalité est la  formation des jeunes de Bamako. De plus, deux des plus grands clubs de sport malien, le Djoliba Athletic Club  de Bamako et le Real de Bamako  ont récemment décidé de créer au sein de leur club une section rugby.
Le 13 juillet 2012 Création d'une école de rugby dans la commune 3 du district de Bamako  appelle les Lionceaux de N'tomikorobougou.
Former des jeunes joueurs pour la relevé et l'épanouissement  du rugby au Mali et dans le Monde. A comme président Mr Aliou Diallo

## Palmarès
- CAR Trophy 2003 : finaliste de la poule nord
- CAR Trophy 2004 : Champion de la poule nord
- CAR Trophy 2005 : finaliste de la poule nord
- CAR Trophy 2006 : 3e de la poule nord A
- CAR Trophy 2007 : 2e de la poule nord A
- CAR Trophy 2008 : 6e et dernier de la poule nord
- CAR Trophy 2009 : 6e de la poule nord
- CAR Trophy 2010 : 3e de la poule nord
- CAR Trophy 2011 : Champion de la poule nord
- CAR Trophy 2012 : 4e (tournoi à 7)
- CAR Trophy 2013 : 3e de la poule nord
- CAR Trophy 2014 : 5e de la poule nord (tournoi à 7)
- Coupe d'Afrique 2 2015 : 2e de la poule nord
- Coupe d'Afrique de rugby à XV de 2e division 2016 : Champion de la poule ouest (tournoi à 7)

## Joueurs emblématiques
- Doucoure Dama, capitaine de l'équipe nationale du Mali depuis 2011 joueur évoluant à Bobigny 93 (fédéral 1)
- Gueleyma N'Gatte, joueur évoluant en France (Beauvais XV RC)
- Bousso N'Gatte, joueur évoluant en France (Beauvais XV RC)
- Amadou Traoré, joueur évoluant en France (Sarcelles RC)
- Sambakesse Moussa, joueur évoluant en France (Gif/Yvette RC)
- Laurent Dossat, entraîneur emblématique ; entraîneur du CAL (Cercle Amical Lannemezanais), Fédérale 1 LANNEMEZAN FRANCE
- Aly Diarra, capitaine de l'équipe nationale du mali de 2003 à 2011 ; joueur en France (Montdidier Rugby Club)
- Aliou Diallo, de 2001 à 2012
- Mohamed Cisse
- Tidiane Coulibaly
- Sekou Temé
- Gaoussou Sangare
- Mahamadou Konate
- Moussa Balla Doumbia
- Jean François Bélier